# فرانشيسكو بيلي
فرانشيسكو بيلي (بالإيطالية: Francesco Belli)‏ (13 مارس 1994 بفلورنسا في إيطاليا - ) هو لاعب كرة قدم إيطالي في مركز الدفاع. لعب مع فيورنتينا ونادي بيستويسي ونادي فيرتوس إينتيلا.

## وصلات خارجية
- فرانشيسكو بيلي على موقع قاعدة بيانات كرة القدم.إي يو (الإنجليزية)
- فرانشيسكو بيلي على موقع Soccerway.com (الإنجليزية)